# Душка (село)
Душка (болг. Душка) — село в Болгарии. Находится в Кырджалийской области, входит в общину Черноочене.

## Население
5 человек

## Политическая ситуация
Душка подчиняется непосредственно общине и не имеет своего кмета.
Кмет (мэр) общины Черноочене — Айдын Ариф Осман (Движение за права и свободы (ДПС)) по результатам выборов.